# Єгипко Микола Павлович
Микола Павлович Єгипко (нар. 27 жовтня (9 листопада) 1903, Миколаїв — 6 липня 1985 Ленінград) — віце-адмірал Військово-Морського Флоту СРСР, Герой Радянського Союзу.

## Біографія
Микола Павлович Єгипко народився в місті Миколаєві в сім'ї робітника. Українець. Працював слюсарем на Миколаївському суднобудівному заводі.
З 1925 року служив у Військово-Морському Флоті СРСР. У 1931 році закінчив Вище військово-морське училище, а через рік — командні класи при навчальному загоні підводного плавання в місті Ленінграді. Був помічником командира підводного човна «Щ-102», і командиром підводного човна «Щ-117» на Тихоокеанському флоті. У 1936 році екіпаж «Щ-117» перебільшив нормативи перебування в морі в два рази. За відкриття таких можливостей і резервів човнів серії «Щ» всі члени екіпажу Миколи Павловича були нагороджені орденами. Це був перший випадок в СРСР і Росії, коли екіпаж підводного човна став повністю орденоносним.
Брав участь у громадянській війні в Іспанії 1936–1939 років, на республіканському фронті був відомий під ім'ям «Дон Северіно де Морено». Єгипко був командиром ПЛ «С-6», на якій вивіз цінні урядові вантажі з міста Сантандер в місто Хіхон. (Іспанія) Потім, будучи командиром іспанської ПЛ «С-2», провів її через блоковану противником Гібралтарську протоку з французького порту Сен-Назер до Картахени (Іспанія). Указом Президії Верховної Ради СРСР від 22 лютого 1939 за мужність і героїзм, проявлені при виконанні військового та інтернаціонального обов'язку капітану 2-го рангу Єгипко Миколі Павловичу присвоєно звання Героя Радянського Союзу з врученням ордена Леніна. Пізніше йому була вручена медаль «Золота Зірка» № 117.
З серпня 1938 по грудень 1939 року — командир 2-ї бригади підводних човнів Чорноморського флоту, з грудня 1939 по травень 1940 року — командир бригади підводних човнів Балтійського флоту, у складі якої брав участь у радянсько-фінській війні.
За відмінне знання військово-морської справи, великий бойовий досвід, а також вміння використовувати його в бойовій підготовці та службовії діяльності 26 квітня 1941 капітану 2-го рангу Єгипко М. П. було достроково присвоєно військове звання «капітан 1-го рангу».
У квітні 1941 року закінчив командний факультет Військово-морської академії імені К. Є. Ворошилова (навчався з листопада 1936 по червень 1937 року, з травня 1940 по квітень 1941 року). З квітня по вересень 1941 року — командир 1-ї бригади підводних човнів Балтійського флоту, з вересня 1941 року — командир об'єднаної бригади підводних човнів Балтійського флоту, з вересня по жовтень 1941 року — у розпорядженні Військової ради Балтійського флоту.
З жовтня 1941 року по лютий 1943 року — в апараті військового аташе при посольстві СРСР у Великій Британії. Був спостерігачем на кораблях британського флоту, брав участь у бойових операціях з проведення конвоїв від портів Англії до північних портів СРСР.
З лютого 1943 до року по травень 1946 року — начальник Відділу зовнішніх відносин Наркомату ВМФ СРСР, З травня 1946 року по січень 1948 року — тимчасовий виконувач посаду заступника начальника Відділу зовнішніх відносин Збройних Сил. З січня 1948 року по лютий 1953 — начальник курсу Військово-морської академії імені К. Є. Ворошилова, з лютого по серпень 1953 року — начальник 2-го Балтійського Вищого Військово-Морського Училища (ВВМУ), з серпня 1953 року по березень 1955 — начальник Вищого військово-морського училища (ВМУ) механіків флоту. Постановою Ради Народних Комісарів Союзу РСР від 31 травня 1954 капітану 1-го рангу Єгипко М. П. присвоєно військове звання «контр-адмірал».
З березня 1955 року по липень 1959 — начальник 1-го ВВМУ підводного плавання, з липня 1959 року по грудень 1966 — начальник ВВМУ підводного плавання імені Ленінського комсомолу. Постановою Ради Міністрів СРСР від 22 лютого 1963 контр адміралу Єгипко М. П. присвоєно військове звання «віце-адмірал».
З грудня 1966 по січень 1967 року — у розпорядженні головкому ВМФ. З січня 1967 віце-адмірал М. П. Єгипко — в запасі
Після відставки жив у місті-герої Ленінграді. Помер 6 липня 1985. Похований на Серафимівському кладовищі в Санкт-Петербурзі.

## Пям'ять
7 травня 1975 на честь 30-річчя Перемоги у Другій Світовій війні, зусиллями вчителів Лідії Михайлівни Цвєткової та Антоніни Іванівни Каракової, а також інженер-капітаном 1 рангу Олександри Миколаївни Донченко, в школі № 269 (нині № 585) Кіровського району м. Санкт-Петербуга ухвалило рішення створити Зал Бойової Слави підводників Балтики. Щоб увічнити подвиг балтійських підводників під час війни 1941–1945 років. За роки існування музею вдалося зібрати безліч експонатів — їх у музеї налічується більше 2000, з яких близько 450 — справжні речі. Це — подарунки ветеранів, макети, зроблені руками дітей, фотографії та документи часів ВВВ. Сьогодні носить назву «Музей бойової слави підводників Балтики ім. М. П. Єгипко»

## Нагороди
- Медаль «Золота Зірка» Героя Радянського Союзу
- Три ордена Леніна (1935, 1939, 1950)
- Три ордена Червоного Прапора (1937, 1944, 1954)
- Три ордени Вітчизняної війни 1-го ступеня (1944, 1945, 1985)
- Орден Вітчизняної війни 2-го ступеня (1944)
- Орден Червоної Зірки (1936)
- медалі СРСР
- Орден «Партизанська зірка» 2-го ступеня (Югославія, 1946)
- Орден Virtuti Militari 5-го класу (Польща, 1946)
- Іменна зброя двічі (1931, 1953)